# Agustín Marchesín
Agustín Federico Marchesín, född 16 mars 1988, är en argentinsk fotbollsmålvakt som spelar för Celta Vigo.

## Karriär
Den 31 juli 2019 värvades Marchesín av portugisiska Porto.
Den 1 augusti 2022 värvades Marchesin av Celta Vigo, där han skrev på ett treårskontrakt.